# ليو كيلي
ليو كيلي (بالإنجليزية: Leo Kelly)‏ هو صحفي أسترالي، ولد في 1914، وتوفي في 22 أغسطس 2007.